# Muniba Mazari
Muniba Mazari Baloch Embaixador(a) da boa vontade da ONU Mulheres (urdu: منیبہ مزاری; nascido em 3 de março de 1987, também conhecida como a Dama de Ferro do Paquistão) é um ativista paquistanesa, artista, âncora, modelo, cantora e palestrante motivacional. Ela também é a primeira modelo e âncora do Paquistão que usa cadeira de rodas.
Ela usa cadeira de rodas devido a ferimentos sofridos em um acidente de carro aos 21 anos de idade. Ela também foi nomeada Embaixadora Nacional da ONU Mulheres no Paquistão depois de ter sido selecionada nas 100 Mulheres Inspiradoras de 2015 pela BBC. Ela também chegou à lista dos 30 abaixo de 30 da Forbes em 2016.

## Vida pessoal
Muniba Mazari é de origem Balúchis, pertencente à tribo Mazari. Ela nasceu em Rahim Yar Khan, no sul de Punjab, em 3 de março de 1987. Ela tem dois irmãos mais novos. Muniba foi para a Escola Pública do Exército e, mais tarde, cursou a faculdade em sua cidade natal. Aos 18 anos, antes de concluir seus estudos, ela era casada com Khurram Shahzad, um ex-piloto da Força Aérea do Paquistão. Em 2008, o casal se envolveu em um acidente, que deixou Muniba paraplégica. O casamento não durou. O casal se separou em agosto de 2014 e acabou se divorciando em 2015. Em 2017, seu marido a processou por 10 milhões de rúpias paquistanesas por difamação, e o caso foi encerrado em janeiro de 2018.

### Acidente e recuperação
Em 27 de fevereiro de 2008, Muniba e seu marido estavam viajando de Quetta para Rahim Yar Khan. O carro sofreu um acidente, no qual ela sofreu vários ferimentos graves, incluindo ossos quebrados no braço (rádio e ulna), caixa torácica, omoplata, clavícula e coluna vertebral. Seus pulmões e fígado também foram profundamente cortados. Além disso, toda a parte inferior do corpo foi paralisada. Ela foi levada para um hospital próximo, que não tinha capacidade para lidar com um caso tão grave. Ela foi então transferida para um hospital em Rahim Yar Khan e, finalmente, foi internada no Hospital Agha Khan, em Carachi. Após a cirurgia, ela ficou de cama por dois anos. Iniciou a fisioterapia, o que a ajudou a se recuperar o suficiente para usar uma cadeira de rodas.
Após o tratamento de seus ferimentos, Muniba mudou-se para Rawalpindi. Sua mãe foi morar com ela para cuidar dela, o que acabou resultando no divórcio de seus pais. Em 2011, quatro anos após o acidente, Muniba adotou seu filho, Neal.

## Carreira
Muniba Mazari ganhou fama em várias áreas, como artista, ativista, âncora, modelo, cantora e palestrante motivacional. A maior parte de sua carreira, no entanto, foi construída sobre pintura e palestras motivacionais.
Enquanto pintava, ela conseguiu um emprego com Areeb Azhar para administrar sua página no Facebook por salários mensais. Ela também começou a trabalhar na escola do filho em um projeto de inicialização chamado Dheeray Bolo (Speak Slowly), que envolvia o ensino de urdu em várias escolas. O diretor-gerente da Pakistan Television (PTV) na época, Mohammad Malick, soube dela por causa de sua palestra no TED e pediu que ela trabalhasse na PTV. Ela também trabalhou na Clown Town em setembro de 2014, o que lhe permitiu trabalhar com crianças e idosos.
Além disso, Muniba foi escolhida pela Pond's (uma marca de beleza) como a Mulher Milagrosa da Pond's. Ela também foi escolhida pelo salão internacional de cabeleireiro, Toni & Guy, para se tornar a primeira modelo cadeirante na Ásia. Sua primeira campanha para eles foi chamada Mulheres de Substância.
Muniba Mazari fez parte da campanha de Dil Say Pakistan para espalhar o sentimento de patriotismo e união no Paquistão. Ela se apresentou como cantora para eles, inclusive em um vídeo do YouTube publicado em agosto de 2017 como parte da campanha do Dia da Independência daquele ano.
Em junho de 2019, Muniba foi nomeada pelo atual primeiro-ministro do Paquistão, Imran Khan, para fazer parte do primeiro Conselho Nacional da Juventude do Paquistão.

### Artista
Muniba começou a pintar em sua cama de hospital. Seu meio é acrílico sobre tela. Com o slogan Deixe Suas Paredes Vestirem Cores, ela criou sua própria marca de arte, chamada Muniba's Canvas. Ela apresentou seu trabalho em exposições, incluindo uma exposição de seis dias realizada em Lahore, de 19 de abril de 2016 a 24 de abril de 2016. Esta exposição foi realizada na Collectors Galleria e exibiu 27 pinturas acrílicas.
Sua primeira exposição internacional foi realizada em Dubai — intitulada E Eu Escolho Viver — na Associação do Paquistão em Dubai. A exposição de dois dias — organizada pela Embaixada do Paquistão, Poetic Strokes e The Collectors Galleria, Lahore — foi inaugurada por Moazzam Ahmad Khan, embaixador do Paquistão nos Emirados Árabes Unidos.

## Prêmios e honras
- 100 Mulheres Inspiradoras de 2015 (BBC)
- Primeira Embaixadora da Boa Vontade da ONU paquistanesa para a ONU Mulheres
- Forbes 30 Under 30 - 2016